# Polka Italiana
Polka Italiana je drugi EP slovenskega harmonikarja Jožeta Kampiča. Album je bil izdan leta 1964 pri beograjski založbi PGP RTB. Vse skladbe je aranžiral Kampič, ki je bil avtor tudi zadnje skladbe »Dobro jutro«.
Leta 2001 je pri ZKP RTV Slovenija izšel Kampičev kompilacijski album Za ljubitelje swinga, vendar se ni nanj uvrstila nobena izmed skladb z albuma Polka Italiana.

## Seznam skladb
A stran
1. »Polka Italiana« (Peppino Principe)
2. »Vals 63« (M. Hausser)

B stran
1. »Polka Virtuosa« (Peppino Principe)
2. »Dobro jutro« (Jože Kampič)

## Sodelujoči
- Jože Kampič – harmonika